# Halacarus ctenopus
Halacarus ctenopus is een mijtensoort uit de familie van de Halacaridae. De wetenschappelijke naam van de soort is voor het eerst geldig gepubliceerd in 1855 door Gosse.